# The Fantastic Four: First Steps
The Fantastic Four: First Steps, soms gestileerd als The Fantastic 4: First Steps, is een Amerikaanse superheldenfilm uit 2025 geregisseerd door Matt Shakman. De film is de 37e film in het Marvel Cinematic Universe en de eerste film daarbinnen over de superheldengroep Fantastic Four.

## Verhaal
De film volgt de superheldengroep de Fantastic Four, die in een op de jaren zestig geïnspireerde retro-futuristische aarde hun huis moeten beschermen tegen het kosmische wezen Galactus en zijn boodschapper Silver Surfer.

## Rolverdeling
| acteur                   | personage                                           |
| ------------------------ | --------------------------------------------------- |
| Pedro Pascal             | Reed Richards / Mister Fantastic                    |
| Vanessa Kirby            | Sue Storm / Invisible Woman                         |
| Ebon Moss-Bachrach       | Ben Grimm / The Thing                               |
| Joseph Quinn             | Johnny Storm / Human Torch                          |
| Ralph Ineson             | Galactus                                            |
| Julia Garner             | Shalla-Bal / Silver Surfer                          |
| Natasha Lyonne           | Rachel Rozman                                       |
| Paul Walter Hauser       | Harvey Elder / Mole Man                             |
| Sarah Niles              | Lynne Nichols                                       |
| Mark Gatiss              | Ted Gilbert                                         |
| Ada Scott                | Franklin Richards                                   |
| Matthew Wood             | H.E.R.B.I.E. (stem)                                 |
| Maisie Shakman           | Donna                                               |
| Jay Underwood            | werknemer van een elektriciteitscentrale #1         |
| Michael Bailey Smith     | werknemer van een elektriciteitscentrale #2         |
| Alex Hyde-White          | ABC-nieuwslezer William Russell                     |
| Rebecca Staab            | Channel 9-nieuwslezer Carolyn Haynes                |
| Martin Dickinson         | Jack Kirby                                          |
| Greg Haiste              | Stan Lee                                            |
| Nathaniel Brimmer-Beller | WHIH-verslaggever Albert Taft                       |
| Kasra Farahani           | tolk                                                |
| Kiff Vandenheuvel        | nieuwslezer                                         |
| Corey Burton             | Ted Gilbert aankondiger (stem)                      |
| Robert Downey jr.        | Doctor Victor von Doom (post-credit scene)          |
| John Malkovich           | Ivan Kragoff / Red Ghost (stem) (post-credit scene) |

## Achtergrond

### Ontstaan
Nadat de film Fantastic Four uit 2015 een kritische en commerciële tegenvaller was, begon 20th Century Fox met het bekijken van nieuwe richtingen van de filmserie. Echter nadat The Walt Disney Company in maart 2019 het massacommunicatiebedrijf 21st Century Fox overkocht verkreeg Disney daarmee de filmrechten voor de Marvel Comics-personages die Fox beheerde, inclusief de Fantastic Four. Hierdoor verkreeg Disney's dochteronderneming Marvel Studios na jaren de filmrechten van een deel van hun personages terug. Als gevolg hierop werden de Fox films die in ontwikkeling waren over Marvel-personages in de wacht gezet.

### Ontwikkeling
Tijdens San Diego Comic-Con in juli 2019 bevestigde Kevin Feige, de president van Marvel Studios, dat ze een nieuwe Fantastic Four film aan het ontwikkelen zijn. De bevestiging kwam nadat hij de film en televisieprojecten van fase vier van het overkoepelende Marvel Cinematic Universe (MCU) bekend maakte. Feige vertelde dat hij enorm enthousiast is over de Fantastic Four-personages en dat hij daarmee Marvel's eerste familie eindelijk naar het platform en niveau kan brengen dat ze verdienen.
In december 2020 maakte Feige bekend dat regisseur Jon Watts, onder andere bekend van de MCU Spider-Man films, was aangenomen om de film te regisseren. Watts stapte echter vier maanden later op; hij verwees naar de noodzaak om voorlopig afstand te willen nemen van superheldenfilms nadat hij ruim zeven jaar aan een stuk door bezig was met het filmen en promoten van de Spider-Man films. In september 2022, tijdens het D23 Expo, werd Matt Shakman aangekondigd als vervanger van Watts.
Op 14 februari 2024 maakte Marvel Studios de vier acteurs, die de titelpersonages gaan vertolken, bekend aan de hand van een speciale foto als Valentijnsdag-bericht. Hierbij werd Pedro Pascal bevestigd als Reed Richards / Mister Fantastic, Vanessa Kirby als Sue Storm / Invisible Woman, Joseph Quinn als Johnny Storm / Human Torch en Ebon Moss-Bachrach als Ben Grimm / The Thing. Daarbij werd tevens de officiële titel bekend gemaakt als The Fantastic Four, voordat deze in juli 2024 veranderd en aangevuld werd tot de huidige titel The Fantastic Four: First Steps.
In april 2024 werd Julia Garner bevestigd als het personage Shalla-Bal / Silver Surfer. Een maand later werd acteur Ralph Ineson bevestigd als Galactus en werden acteurs Paul Walter Hauser, John Malkovich en Natasha Lyonne aan de film toegevoegd in destijds nog onbekende rollen.

### Productie
De opnamen van de film gingen op 30 juli 2024 van start bij Pinewood Studios in Londen, Engeland. Andere opnamen in Engeland vonden plaats bij Durdle Door in Dorset en bij Middleton-by-Wirksworth in Derbyshire Dales. Verder werd er ook in Spanje gefilmd bij het Palace of Congresses in Oviedo. De opnamen van de film werden eind november 2024 afgerond.

## Release en ontvangst
The Fantastic Four: First Steps ging op 21 juli 2025 in première in het Dorothy Chandler Pavilion in Los Angeles, de Verenigde Staten. De film werd vervolgens door distributeur Walt Disney Studios Motion Pictures wereldwijd uitgebracht: in Nederland verscheen de film op 23 juli 2025 in de bioscopen, in de Verenigde Staten verscheen de film op 25 juli 2025. De film dient als de eerste film van fase zes van het Marvel Cinematic Universe en werd naast het standaardformaat ook in IMAX worden uitgebracht. De film werd door recensenten in het algemeen positief ontvangen. Op Rotten Tomatoes heeft de film een score van 86% op basis van 383 beoordelingen. Metacritic komt op een score van 64/100, gebaseerd op 54 beoordelingen.